# Заболотье (озеро)
Заболотье — озеро на северо-западе Тверской области, расположенное на территории Пеновского района.
Находится в западной части района в 40 км к северо-западу от районного центра, поселка Пено. Высота над уровнем моря — 234,7 метров. Длина озера около 1,5 км, ширина до 0,9 км. Площадь водной поверхности — 0,84 км². Берега озера, кроме северного, окружены лесом. Река Орехово впадает в северную часть Заболотья, соединяя его с Атальским озером. Из южной части вытекает река Горские Устья, впадающая в озеро Лопастица. Площадь водосборного бассейна озера — 51,7 км².

## Данные водного реестра
По данным государственного водного реестра России относится к Верхневолжскому бассейновому округу, водохозяйственный участок реки — Волга от истока до Верхневолжского бейшлота, речной подбассейн реки — Волга до Рыбинского водохранилища. Речной бассейн реки — (Верхняя) Волга до Куйбышевского водохранилища (без бассейна Оки).
Код водного объекта в государственном водном реестре — 08010100111110000000261.